# となりの山田さん
『となりの山田さん』（となりのやまださん）は、古閑裕一郎による日本の漫画作品。講談社『マガジンSPECIAL』2012年No.9より連載開始。また『週刊少年マガジン』2013年第15号 - 第17号に、番外編① - ③が出張連載として掲載された。2014年No.11にて最終回を迎え連載終了。

## 登場人物

### 千葉県立龍河崎高等学校
武藤 頑磨（むとう がんま）
本作の主人公。15歳。女性が苦手だったため、小学、中学、高校とずっと同じクラスで隣りの席だった山田とは話したことが無く、特に気にも留めていなかったが、眼鏡を外した山田の素顔を見て恋に落ちる。山田と同じ体育委員になり、頑磨の何気ない一言から『好きな子（山田）に告白するために山田に協力してもらう』関係になる。
山田 花子（やまだ はなこ）
本作のヒロイン。16歳。普段はぐるぐる眼鏡をかけており、内気な性格をしている。頑磨が自分を好きなことを知らず、自ら頑磨の告白の手伝いを申し出る。山田自身も頑磨が好きだが、その引っ込み思案な性格からそれを言えずにいる。幼稚園から頑磨と同じクラスなのだが、頑磨は小学時代からだと思っている。軽く小突いただけで相手を吹っ飛ばしたり、落ちてくる大量の鉄骨を片腕で防いだりする（その際にできた怪我は額から軽く流血する程度）などの怪力、30分間走りっぱなしでも息を切らさず、その後4階から飛び降りて普通に着地する身体能力を持ち合わせ、興奮して触れてる部分が凄まじく熱したり、身体が軽くなるなどの体質を備えている。頑磨本人が自分だと気がつかないほど絵が上手い。自宅所在地が不明、喋る猫と会話するなど、謎が多い。
篠森 若葉（しのもり わかば）
頑磨たち1年4組のクラス委員長。15歳。入学試験中に鳴った腹の音を隣りの席だった頑磨に身代わりになってもらって以来、気にかけている。
佐藤 正子（さとう まさこ）
頑磨のクラスにやってきた転校生。その正体は山田さんの姉。年齢不詳。妹と頑磨の仲にやきもきしっぱなし。

### その他
武藤 椎汰（むとう しいた）
頑磨の妹。14歳。怪我をして帰ってきた頑磨をおせっかいながらも心配している。弁当に懐石料理を作る程の腕前を持つ。
猫（ねこ）
名前は不明。人の言葉を喋る猫。山田のことを「姫さま」と呼んでいる。

## 書誌情報
- 古閑裕一郎 『となりの山田さん』 講談社《講談社コミックス》、全5巻
  1. 2013年1月17日発売、ISBN 978-4-06-384805-2[注 2]
  2. 2013年5月17日発売、ISBN 978-4-06-384870-0[注 3]
  3. 2013年11月15日発売、ISBN 978-4-06-394968-1[注 4]
  4. 2014年5月16日発売、ISBN 978-4-06-395084-7[注 5]
  5. 2014年11月17日発売、ISBN 978-4-06-395247-6[注 6]